# بين سوندرز (مغني)
بين سوندرز (بالهولندية: Ben Saunders)‏ هو مغني هولندي، ولد في 9 يوليو 1983 في لندن في المملكة المتحدة.

## وصلات خارجية
- الموقع الرسمي
- بن سوندرز على موقع ميوزك برينز (الإنجليزية)
- بن سوندرز على موقع أول ميوزيك (الإنجليزية)
- بن سوندرز على موقع ديسكوغز (الإنجليزية)